# Dolichoderus scabridus
Dolichoderus scabridus är en myrart som beskrevs av Julius Roger 1862. Dolichoderus scabridus ingår i släktet Dolichoderus och familjen myror.

## Underarter
Arten delas in i följande underarter:
- D. s. ruficornis
- D. s. scabridus

## Bildgalleri

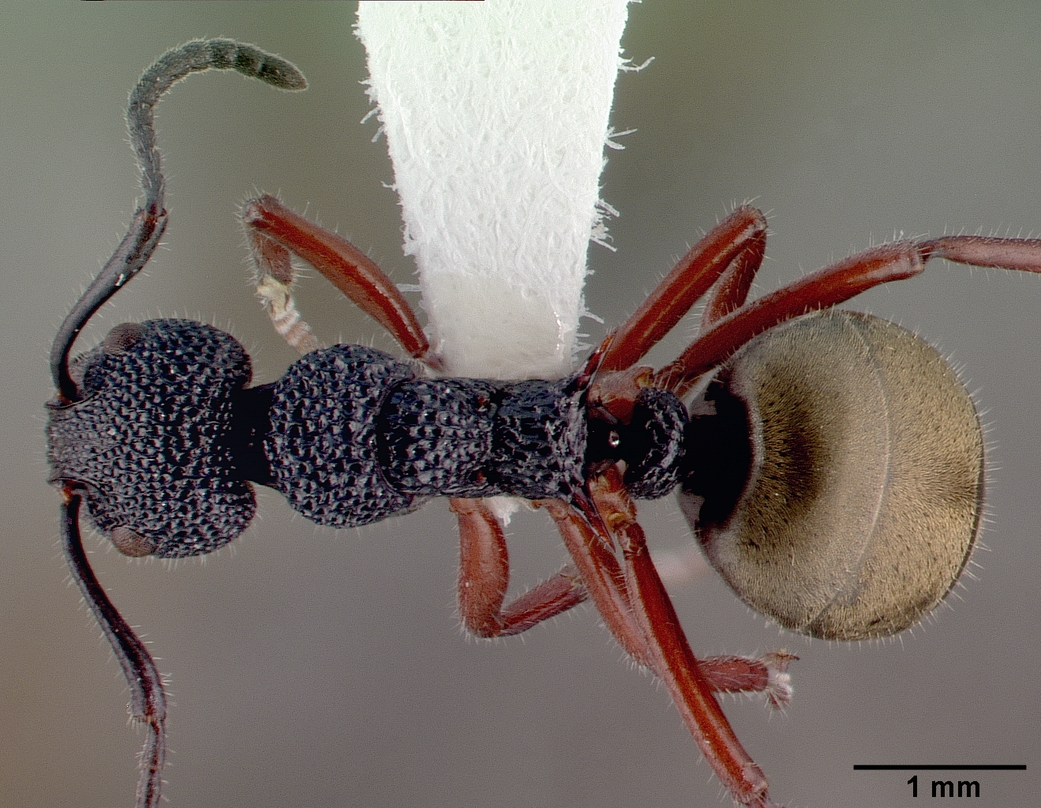
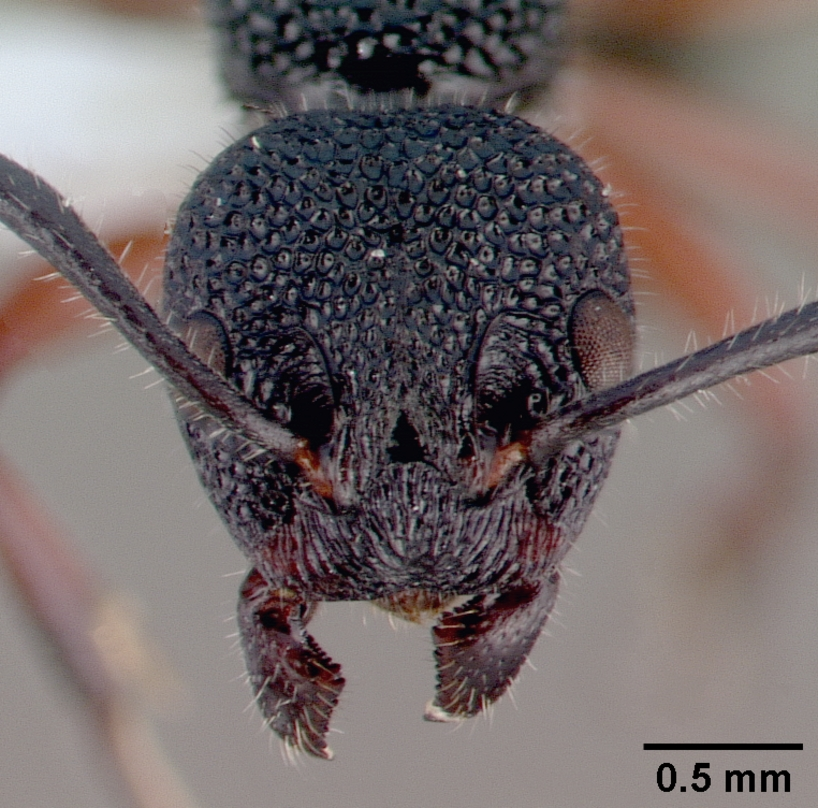
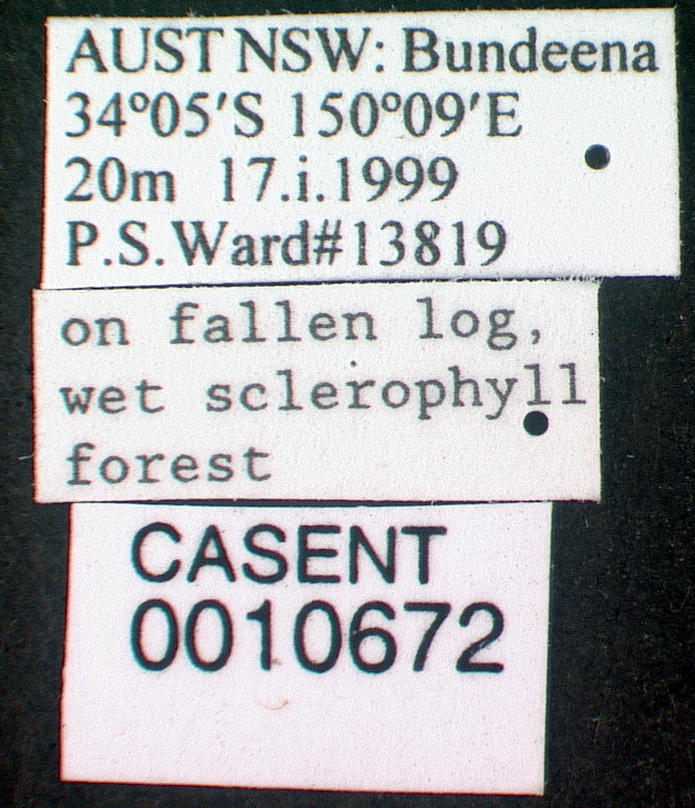
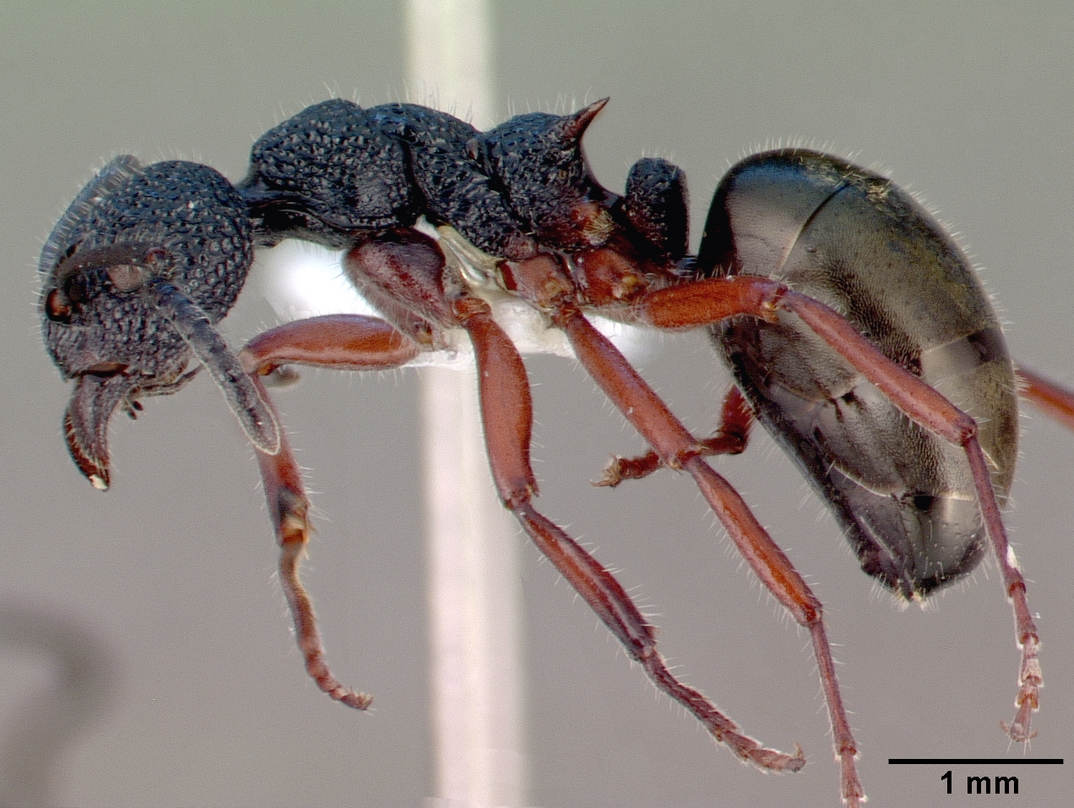